# Sygnatura w sztuce

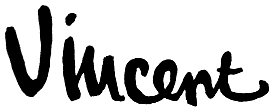
Sygnatura Vincenta van Gogha

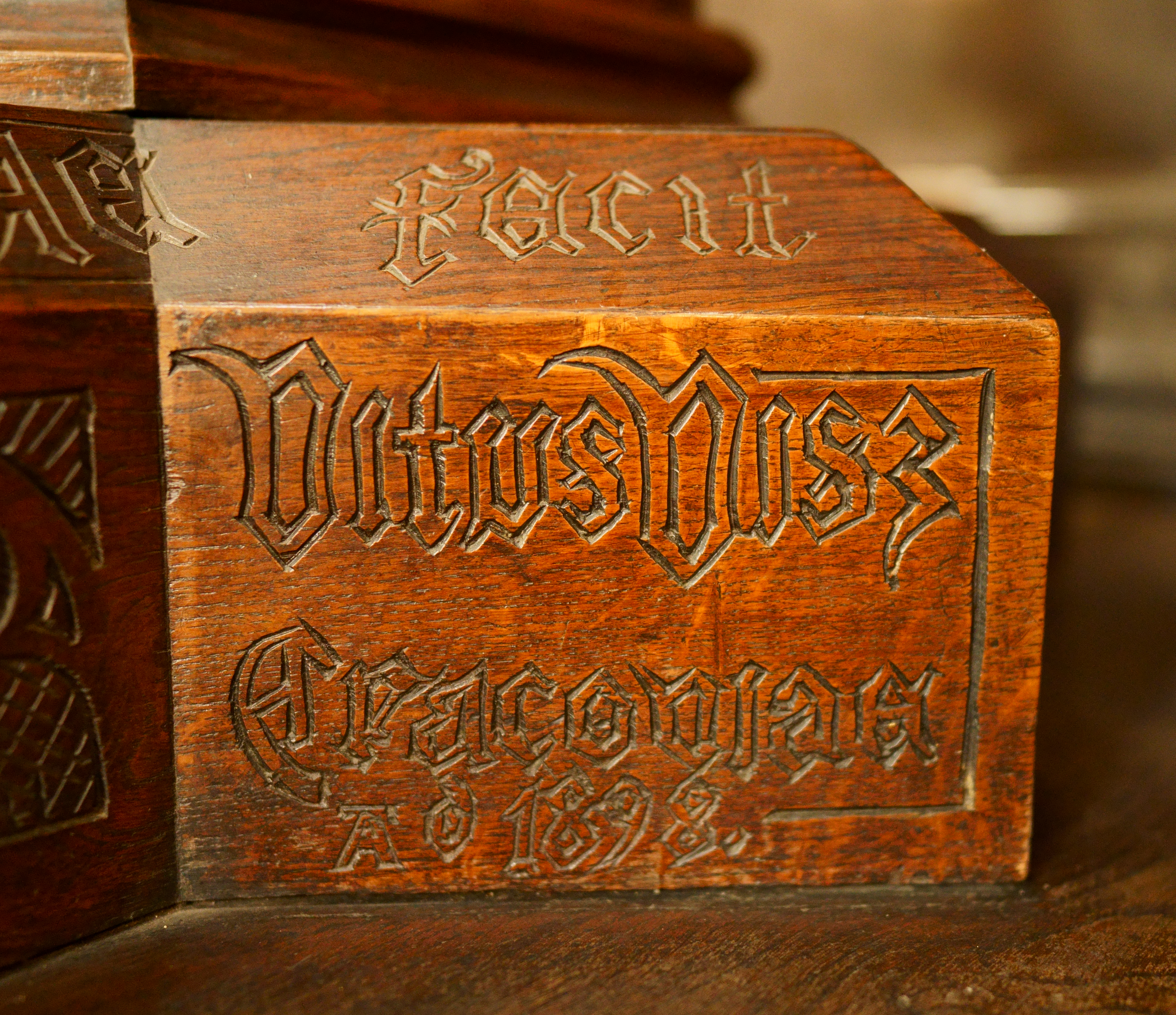
Sygnatura Wita Wisza na ambonie w kościele Mariackim w Krakowie

Sygnatura Fridy Kahlo

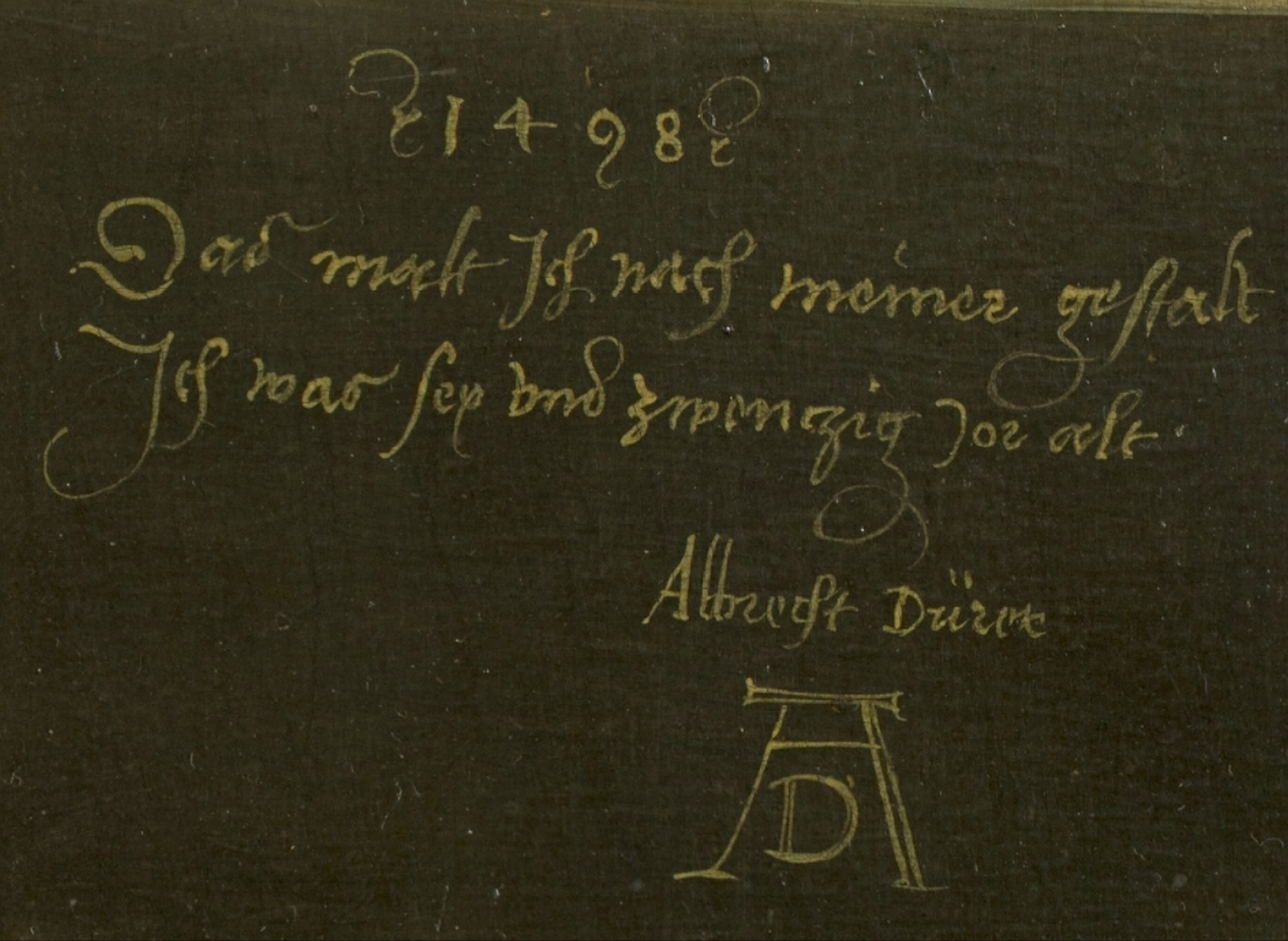
Sygnatura Albrechta Dürera na autoportrecie

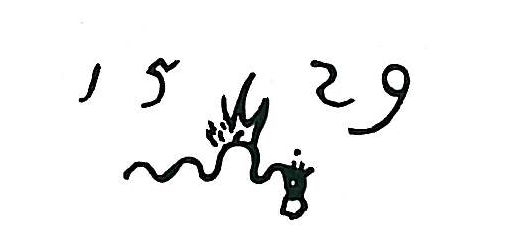
Sygnatura na obrazie Lucasa Cranacha starszego

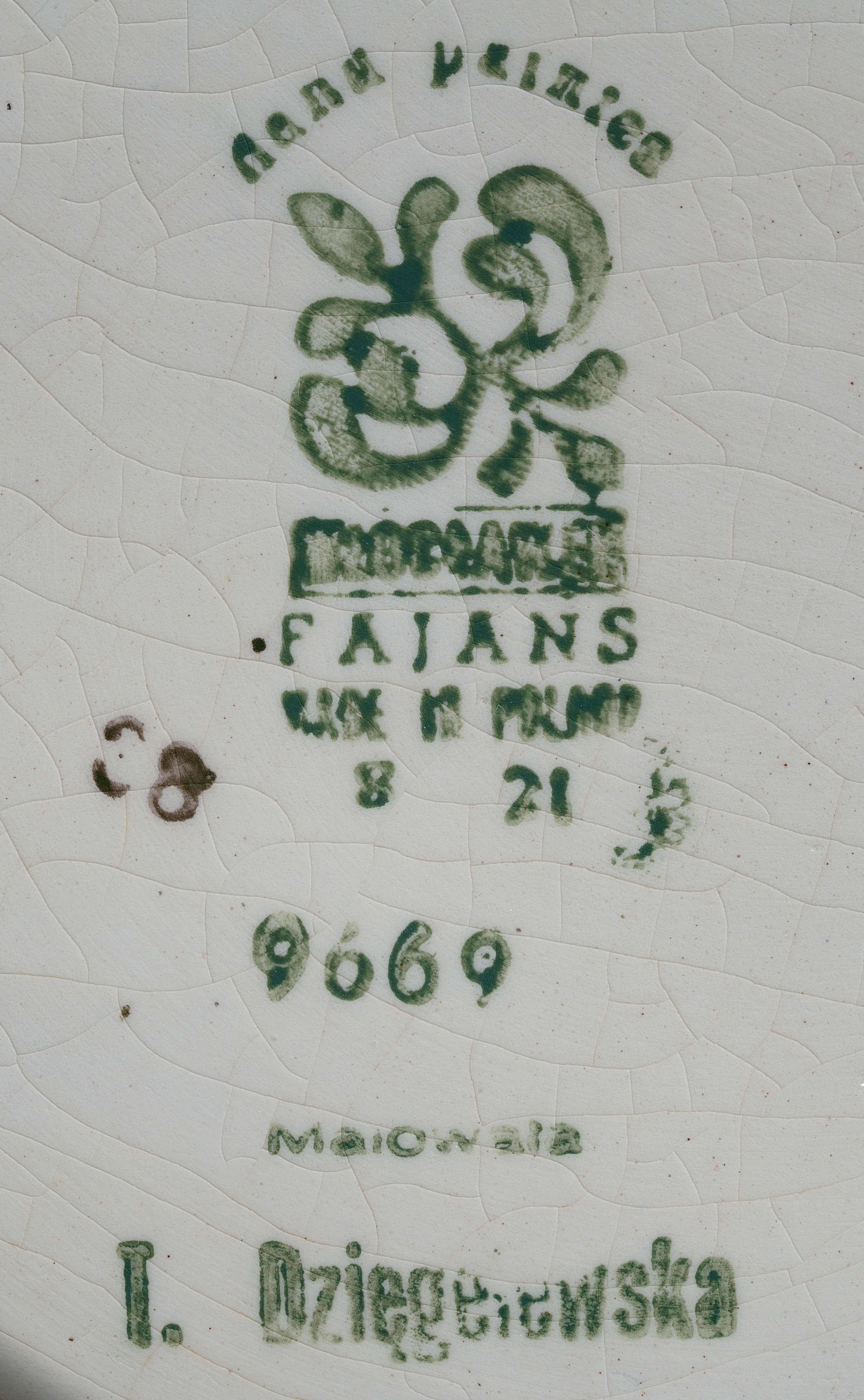
Sygnatura na spodzie wyrobu z fajansu. Włocławek

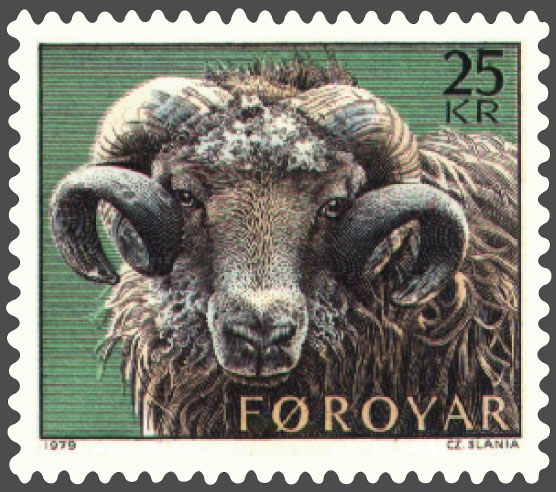
Znaczek pocztowy zaprojektowany przez Czesława Słanię dla Wysp Owczych, 1979

Sygnatura w sztuce (średniowieczna łac. signatura – 'oznaczenie, pieczęć', od łac. signare – 'znaczyć, pieczętować') – własnoręczny podpis lub znak artysty złożony na dziele sztuki. Podpisywanie swoich dzieł nazywa się sygnowaniem np. obrazu, rzeźby.
Sygnatura składa się z imienia i nazwiska, samego nazwiska, samego imienia, inicjałów, monogramu, charakterystycznego znaku lub ciągu znaków w postaci zwierzęcej lub figury geometrycznej, niekiedy daty lub miejsca powstania dzieła.
Często uzupełniane były łacińskimi formułami lub ich skrótami:
- pinxit (namalował) – p.
- fecit lub me fecit (wykonał) – f.
- sculpsit ( wyrzeźbił lub rysował) – sc.
- delineavit (narysował) – del.
- invenit (projektował) – inv.[3].

Czasem wzbogacano sygnatury sentencjami, głównie łacińskimi lub innym tekstem.
Sygnowanie znane było już od starożytności, w średniowieczu stosowane rzadko ze względu na anonimowość twórców (występowały na obramieniach lub bordiurach).
W renesansie zaczęto stosować sygnatury bezpośrednio na dziele. Malarstwo i rzeźba zaczęły funkcjonować jako wytwory ludzkiej kreatywności, indywidualizm artysty zaczął być ceniony.
Dla wielu artystów sygnatura stanowi ostatni etap w procesie tworzenia dzieła i stanowi potwierdzenie autorstwa.

Sygnatury na obrazach artyści umieszczają zwykle na dolnej krawędzi obrazu, na drobnym elemencie, w prawym lub lewym rogu, czasem przy górnej krawędzi lub na odwrocie obrazu, na płótnie lub ramie. Na rzeźbach zlokalizowane są zwykle na postumencie; na dziełach architektonicznych na cokołach, fryzach, latarniach kopuł. 
Wielu artystów zmienia swoje sygnatury w różnych okresach twórczości co pomaga w datowaniu dzieła. Pablo Picasso we wczesnej działalności w sygnaturze umieszczał drugie imię, podpisując się: „Pablo Ruiz Picasso”, „Pablo R. Picasso”, „P.R. Picasso”. Później zaczął używać wyłącznie nazwiska, które było nazwiskiem panieńskim jego matki. W trakcie swojego kubistycznego okresu nie sygnował dzieł w widocznym miejscu, aby nie odwracać uwagi widzów od malarstwa. W końcowym okresie twórczości stosował sygnaturę w postaci podkreślonego nazwiska.
Jacek Malczewski stosował bardzo dużo różnych podpisów.

Z biegiem czasu na skutek procesów utleniania w obrębie płótna zdarza się, że sygnatury są słabo widoczne. Konieczne jest wtedy badanie pod mikroskopem.
 
Specjaliści tworzą katalogi z sygnaturami twórców. Ekspert sztuki John Castagno opublikował 17 książek zawierających sygnatury artystów z różnych okresów historii sztuki. Jego pierwsze wydawnictwo zawierało ponad 10 tysięcy sygnatur.
Wraz z rozwojem handlu dziełami sztuki sygnatury stały się przedmiotem fałszerstwa.
W celu stwierdzenia autentyczności sygnatury są często poddawane badaniu: analizie stylistycznej, technologicznej, konserwatorskiej. Między innymi określa się, w której warstwie stratygraficznej znajdują się litery. Umożliwia to stwierdzenie, czy sygnatura została umieszczona na dziele w trakcie tworzenia dzieła czy domalowana później. Obecnie istnieje szerokie spektrum metod badawczych, stosuje się: fluorescencję w ultrafiolecie, w podczerwieni i rentgenowską (XRF), mikroskopię optyczną, radiografię, autoradiografię neutronową, techniki chromatograficzne, oraz bardziej złożone metody badawcze np. koherencyjną tomografię optyczną.
Specjalną grupę sygnatur stanowią gmerki (znaki kamieniarskie umieszczane przez twórcę na powierzchni kamienia).

Pojęć sygnatura i sygnowanie używa się potocznie także przy znakowaniu wyrobów ceramicznych. Znaki umieszczone zwykle na spodzie obiektu określają fabrykę lub manufakturę, w której dany wyrób został wyprodukowany, w postaci konkretnej nazwy lub symbolu. Często można odczytać datę, rzadziej nazwisko artysty, który zaprojektował lub ozdobił dany przedmiot. Oznaczenia mogą być odciśnięte, namalowane naszkliwnie, podszkliwnie lub odbite.
Sygnatury twórców umieszczane są niekiedy również na znaczkach pocztowych.